# Macèl·lum
Un macèl·lum (llatí: macellum) és un mercat cobert a l'antiga Roma; en aquest es venien, principalment, provisions (especialment fruita i verdura). L'edificació normalment s'assentava al costat de la basílica i el fòrum. Cada macèl·lum venia diferents productes, depenent de la disponibilitat local, però no era estrany que s'importessin comestibles, especialment en les ciutats amb port com Pompeia.
En tot l'Imperi Romà s'han descobert fins ara uns 80 macèl·lums, com per exemple, els de Pozzuoli, i Pompeia.

## Forma física
Un macèl·lum és generalment de forma quadrada. El pati central, està envoltat de tabernae, és a dir, botigues, totes de la mateixa grandària. També es podien ampliar, dotant-los d'un segon pis o més. L'entrada al macèl·lum se situa o bé en les portes centrals dels quatre costats de l'edificació, o bé a través de les mateixes tabernae. Sembla que les tabernae reservades als carnissers estaven totes juntes en una àrea del macèl·lum amb taulells de marbre, presumiblement per mantenir el refrigerador de la carn, i desguassos per a l'eliminació d'aigua i residus líquids com la sang.